# 克拉姆山口
克拉姆山口（英語：Crame Col）是南極洲的山口，位於葛拉漢地的詹姆斯羅斯島北端，海拔高度約175米，英國南極名稱諮詢委員會以地質學家命名，現時由南極條約體系管理。